# 許珂
許珂（1912年2月28日—1985年），福建泉州人，中国導演、美術工作者。

## 生平
1940年到延安參加革命，在魯迅藝術學院美術系和戲劇系教書。
1942年起參加中國共產黨。
1957年起在北京電影製片廠工作，1959年到1960年間執導攝製梅蘭芳畢生最后一部電影《遊園驚夢》，1960年初殺青。

## 作品
導演作品還有故事片《箭桿河邊》等。
這部片請崔嵬擔任藝術指導，朱傳茗、方傳芸、鄭傳鑑擔任顧問，辛清華、蘇榮宗配曲，是梅蘭芳最后一部崑曲電影、最后1部彩色電影和梅蘭芳劇組篇幅最長的1部崑曲電影。
中華人民共和國成立后攝製的幾部電影梅蘭芳劇組京崑藝術電影，總理周恩來都指定吳祖光執導，1957年反右運動開始，吳祖光被打成右派，1959年開拍的這部片，周恩來指定許珂執導，崔嵬協助。